# NGC 2647
NGC 2647 је галаксија у сазвежђу Рак која се налази на NGC листи објеката дубоког неба.
Деклинација објекта је + 19° 39' 4" а ректасцензија 8h 42m 43,0s. Привидна величина (магнитуда) објекта NGC 2647 износи 14,1 а фотографска магнитуда 15,1. NGC 2647 је још познат и под ознакама CGCG 89-68, NPM1G +19.0188, in M 44, PGC 24463.